# Anchialos (Vater des Mentes)
Anchialos (altgriechisch Ἀγχίαλος Anchíalos) ist eine Gestalt der griechischen Mythologie.
Er war König der Taphier, Vater des Mentes und ein guter Freund des Odysseus. Nachdem sich Odysseus vergeblich Pfeilgift von Ilos, dem König von Ephyra, erbeten hatte, erhielt er es von Anchialos.